# Запис Перишића крушка (Риђаге)
Запис Перишића крушка (Риђаге) се налази на парцели чији је власник Милошевић Младен.

## Локација
| Општина             | Чачак                                                                       |
| Катастарска општина | Риђаге                                                                      |
| Потес               | Отаве                                                                       |
| Координате          | 43° 53′ 00″ С; 20° 16′ 26″ И / 43.883200000000002° С; 20.274000000000001° И |
| Надморска висина    | 426m                                                                        |

## Карактеристике
Дендрометријске вредности утврђене на терену и сателитским снимцима:
| Стабло                     | Крушка |
| Висина стабла              | m      |
| Обим дебла                 | m      |
| Пречник крошње             | 7m     |
| Пречник дебла              | m      |
| Висина дебла до прве гране | m      |

## База записа
Запис је у оквиру Викимедија пројекта "Запис - Свето дрво" заведен под редним бројем 0570.